# Dedalo di Sicione
Dedalo da Sicione (Sicione, ... – ...; fl. V secolo a.C.) è stato uno scultore e bronzista greco antico.
Fu figlio e discepolo di uno scultore di nome Patroclo (Pausania, VI, 3.4) che viene menzionato da Plinio il vecchio tra gli artisti peloponnesiaci fioriti nella 95ª Olimpiade, appartenente alla scuola di Policleto e contemporaneo di Naucide (Nat. hist., XXXIV, 8). Secondo Pausania fu Dedalo ad eseguire il trofeo per la popolazione dell'Elide, dedicato sull'Altis per commemorare la loro vittoria su Sparta nel 401-399 a.C. (Paus., VI, 2.8), e fu autore di diverse statue di atleti.
Plinio lo ricorda come autore di due fanciulli in bronzo che si detergono (Nat. hist., XXXIV, 76) e Paolo Moreno ha ricondotto alla sua mano il tipo dell'Apoxyómenos, conosciuto da diverse copie, la più completa delle quali è l'Atleta bronzeo di Lussino.